# Séisme du 4 février 1169 à Catane

L'Italie entre la plaque tectonique africaine et européenne.

Le séisme de 1169 à Catane est un tremblement de terre, suivi d'un tsunami, survenu le 4 février 1169 à 7 h heure locale, à la veille des célébrations de sainte Agathe de Sicile dans la région de Catane, dans le sud-est de la Sicile. La magnitude estimée de ce séisme se situe entre 6,4 et 7,3 et son intensité maximum à X sur l'échelle de Mercalli. Catane, Lentini et Modica sont les villes les plus sérieusement touchées. Il a causé la mort d'environ 15 000 personnes.

## Contexte
La Sicile connaît une activité sismique considérable en raison de la tectonique des plaques : l'île se situe sur la zone de convergence où la plaque africaine plonge par un mouvement de subduction sous la plaque eurasiatique. Cette zone de subduction est responsable de la formation du stratovolcan du mont Etna. La plupart des séismes ont lieu le long de l'arc siculo-calabrais, une zone où les failles s'étendent sur environ 370 kilomètres en formant trois principaux segments à travers la Calabre, le long de la côte est de la Sicile et en mer, délimitant ainsi le plateau Hybléen. Le segment calabrais est notamment responsable de la vague de séismes qui ont frappé la Calabre en 1783.
Dans la partie sud de la côte est sicilienne, des études ont identifié une série de failles normales descendant vers l'est. La plupart se situent en mer et contiennent de grandes épaisseurs de sédiments quaternaires. Les deux principales failles bordent des demi-grabens qui se remplissent jusqu'à 700 mètres et 800 mètres. À terre, deux âges de failles ont été reconnus, une phase antérieure qui s'oriente du nord-ouest vers le sud-est, ainsi qu'une phase ultérieure orientée du sud-sud-ouest au nord-nord-est.

## Le séisme
L'emplacement de l'épicentre du séisme est incertain, certains sismologues le situent en mer et d'autres à terre. La même incertitude règne quant à l'épicentre du tremblement de 1693 au Val di Noto. La zone endommagée est la même pour les deux séismes, ce qui suggère que leur emplacement et leur magnitude sont similaires. Une intensité de X est estimée à Catane, Lentini et Modica, IX à Syracuse et Piazza Armerina et VIII à Messine. Le séisme est également ressenti en Calabre avec une intensité de VI à Reggio de Calabre. Au regard des informations sur l'intensité du séisme, la magnitude du séisme est estimée entre 6,4 et 7,3.

## Le tsunami
Le tsunami provoqué par le séisme a touché une large partie de la côte ionienne et causé des inondations de Messine, au nord, jusqu'à l'embouchure du fleuve Simeto, au sud. Des dépôts de tsunamite liés à ce séisme ont été retrouvés aussi bien à terre qu'en mer. Le tsunami est également responsable du déplacement de nombreux rochers sur la côte entre Augusta et Syracuse.

## Bilan matériel et humain

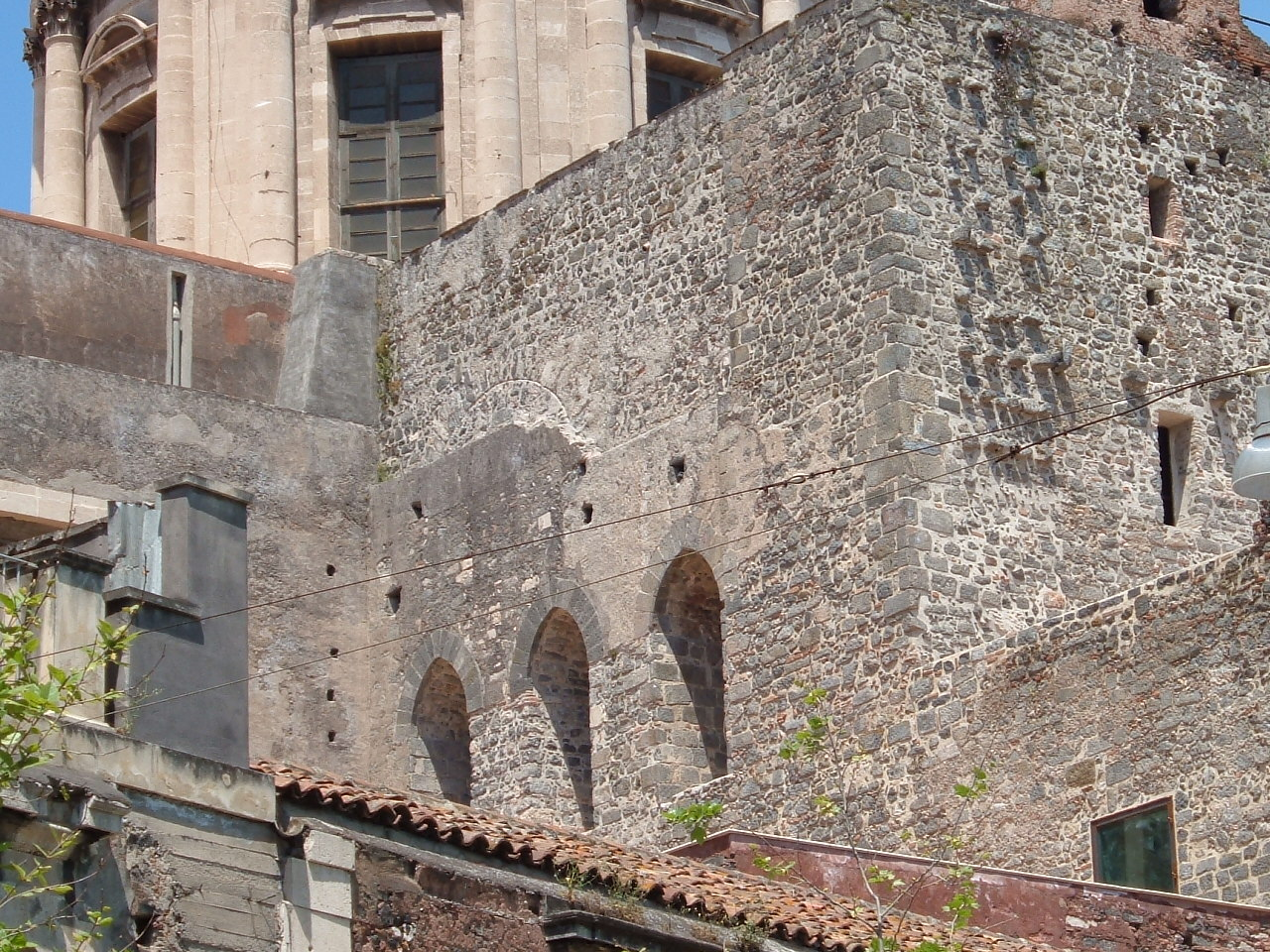
Transept de la cathédrale Sainte-Agathe, époque normande (1078-1093).

La ville de Catane est presque entièrement détruite. L'effondrement de la cathédrale Sainte-Agathe entraîne la mort de l'évêque Giovanni d'Aiello, de 44 moines bénédictins et de nombreuses personnes rassemblées pour les fêtes de la sainte éponyme. D'importants dégâts sont également enregistrés à Lentini, Modica, Aci Castello, Sortino et Syracuse.
L'historiographe Hugues Falcand, contemporain de l'événement, rapporte que le débit de la source Arethusa à Syracuse a augmenté considérablement après le séisme et que son eau est devenue salée. Près de Casale Saraceno, une autre source connue sous le nom de Tais a vu son débit s'interrompre au moment du séisme, avant de réapparaître avec plus de force deux heures plus tard et avec la couleur du sang.
L'estimation du nombre de victimes varie et le nombre de 15 000 morts est souvent retenu pour le total ou bien pour la seule ville de Catane, alors que d'autres estimations font état de 25 000 victimes.

## Conséquences

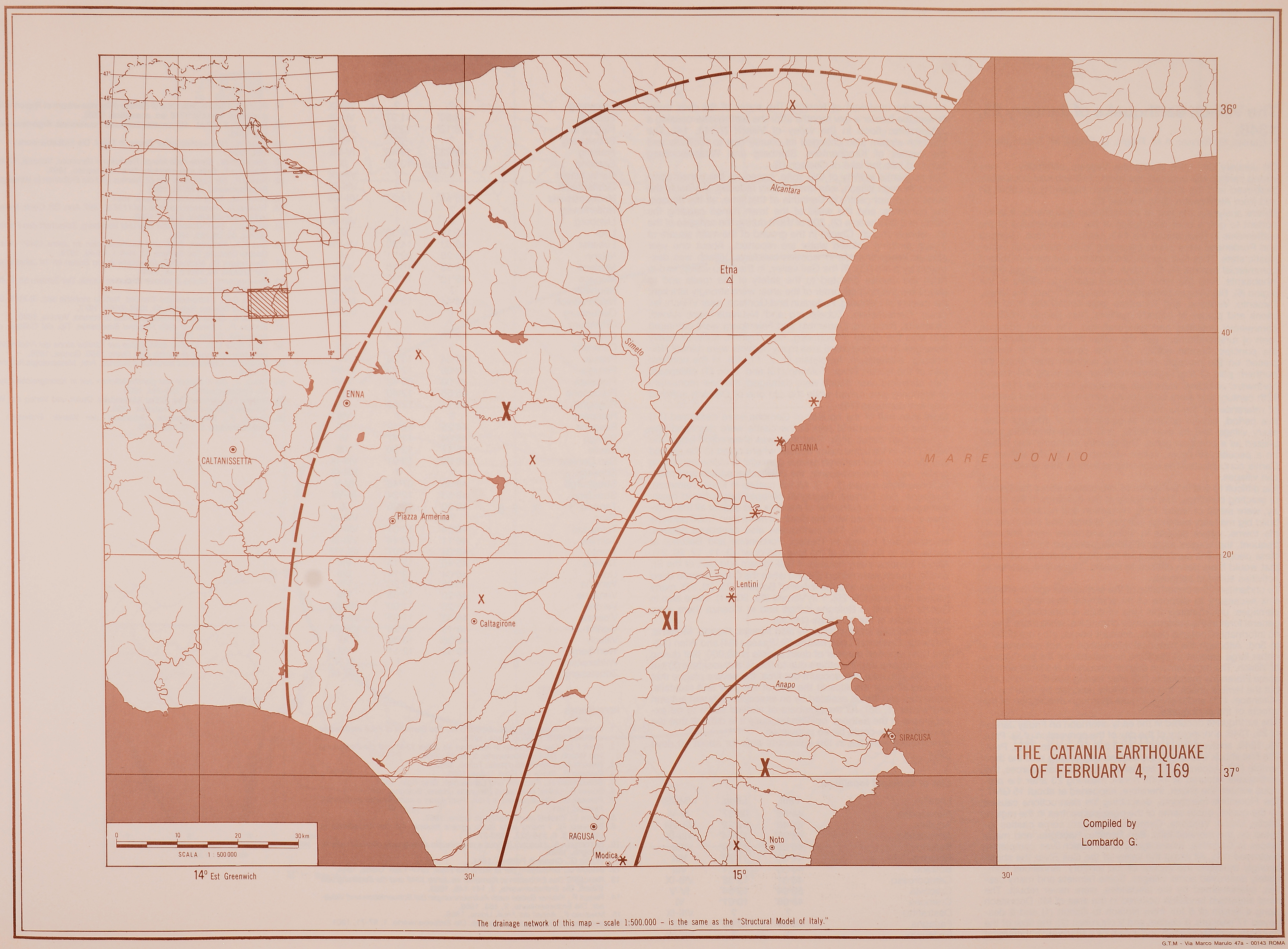
Carte isosismale du tremblement de terre

Dans le chaos qui a suivi le tremblement de terre, la population craignait que des exilés comme Tancrède de Lecce et Robert de Bassonville participent à une invasion byzantine de l'île. Par ailleurs, les exilés sont autorisés à revenir en Sicile peu après la catastrophe sans qu'ils ne déclenchent d'invasion ou de rébellion.
Pierre de Blois voit le tremblement de terre comme une punition de Dieu envers les Siciliens pour l'exil d'Étienne du Perche et la nomination entachée de corruption de l'évêque Giovanni d'Aiello en remplacement de son frère Guillaume de Blois.